# Gleirscher Rosskogel
Der Gleirscher Rosskogel ist ein 2994 m ü. A. hoher Gipfel in den nördlichen Stubaier Alpen in Tirol. Er ist nicht sonderlich selbstständig, denn ungefähr 750 m weiter nördlich ragt der höhere Zwieselbacher Rosskogel (3081 m) auf. Früher wurde P. 3008 im Verbindungsgrat zwischen beiden Gipfeln als „Gleirscher Rosskogel“ bezeichnet, was auf manchen Karten noch so verzeichnet ist; in diesem Fall wird der heutige Gleirscher Rosskogel dann als „Gleirscher Rosskopf“ bezeichnet. Auf dem Gipfel befindet sich ein kleines Metallkreuz mit einem Schild mit heutigem Namen des Gipfels und einer Höhenangabe von 2950 m.

## Lage und Umgebung
Der Gleirscher Rosskogel befindet sich im Kamm zwischen dem Zwieselbachtal im Westen und dem Gleirschtal im Osten. Beim Zwieselbachtal handelt es sich um ein Seitental des Horlachtals, das unterhalb von Niederthai ins Ötztal mündet. Das Gleirschtal ist ein Seitental des Sellrain. Die tiefste Scharte in diesem In Nord-Süd-Richtung laufenden Kamm zwischen Zwieselbacher und Gleirscher Rosskogel misst 2946 m. Südöstlich des Gipfels befindet sich das Gleischrjöchl (2750 m), das den Gleirscher Rosskogel vom Schartkopf (2831 m), der auch Samerschlag genannt wird, und dem Zwieselbacher Grießkogel (3066 m) trennt.

## Anstiegsmöglichkeiten
Der einfachste Anstieg erfolgt über das südöstlich des Gipfels liegende Gleischrjöchl. Dieses kann sowohl von der Schweinfurter Hütte im Westen als auch der Pforzheimer Hütte im Osten erreicht werden. Vom Joch geht es Richtung Nordwesten über eine flache Gratschulter zum Gipfel. Von der Pforzheimer Hütte benötigt man ungefähr 2½ Stunden zum Gipfel, von der Schweinfurter Hütte sind des knapp 2¾ Stunden. Der gesamte Anstiegsweg von beiden Hütten ist markiert.
Der Übergang vom Gleirscher Rosskogel zum etwa 750 m nördlich liegenden Zwieselbacher Rosskogel ist möglich. Die schwierigsten Abschnitte des Grats, insbesondere der plattige Steilaufschwung unmittelbar südlich des Hauptgipfels des Zwieselbacher Rosskogel, wurden 2010 von Mitgliedern der Sektion Pforzheim des Alpenvereins durch Anbringung entsprechender Steighilfen entschärft, zudem ist die als „Via Mandani“ bezeichnete Route durchgängig markiert. Trotz der Steighilfen weist der stellenweise etwas ausgesetzte Grat Kletterschwierigkeiten des II. Grads auf.
Auch die Besteigung des Gleirscher Rosskogel im Rahmen einer Skitour ist möglich, allerdings nicht so beliebt wie die zum nördlichen Nachbarn, dem Zwieselbacher Rosskogel. Zum Gleirscher Rosskogel wird hierbei wird meist von St. Sigmund im Sellrain über die Pforzheimer Hütte und die Einschartung unmittelbar nördlich des Gipfels aufgestiegen und nicht über das Gleischrjöchl wie im Sommer.